# Ambystoma subsalsum
Espèce
Ambystoma subsalsum est une espèce d'urodèles de la famille des Ambystomatidae.

## Répartition
Cette espèce est endémique du centre du Mexique. Elle se rencontre des États de Durango et de Zacatecas à l'État de Puebla.

## Taxinomie
L'UICN considère que cette espèce est un synonyme de Ambystoma velasci.

## Publication originale
- Taylor, 1943 : A new ambystomatid salamander adapted to brackish water. Copeia, vol. 1943, p. 151-156.